# San Francisco del Chañar
San Francisco del Chañar är en kommunhuvudort i Argentina.   Den ligger i provinsen Córdoba, i den centrala delen av landet, 800 km nordväst om huvudstaden Buenos Aires. San Francisco del Chañar ligger 681 meter över havet och antalet invånare är 2 067.
Terrängen runt San Francisco del Chañar är platt. Runt San Francisco del Chañar är det mycket glesbefolkat, med 2 invånare per kvadratkilometer..
Trakten runt San Francisco del Chañar består i huvudsak av gräsmarker.